# Luis Carpio (beisbolista)
Luis Gabriel Carpio (nacido en Caracas, Distrito Capital, Venezuela, el 11 de julio de 1997) es un beisbolista profesional venezolano que juega en la posición de 2B, en la Liga Venezolana de Béisbol Profesional (LVBP), con el equipo Los Leones del Caracas.

## Carrera en el Béisbol

### 2013
El 11 de julio de 2013, los Mets de Nueva York firmaron a Luis Carpio a un contrato de ligas menores.

### 2014
El 1 de marzo de 2014, Luis Carpio es asignado a DSL Mets1 de la Dominican Summer League.
El 30 de mayo de 2014, Luis Carpio es asignado a DSL Mets 2 de la clase Rookie

### 2015
El 29 de mayo de 2015, Luis Carpio es asignado a Kingsport Mets de la Appalachian League.

### 2016
El 17 de junio de 2016, Luis Carpio es asignado a Brooklyn Cyclones de la New York–Penn League de la Clase A temporada corta.
El 10 de agosto de 2016, Luis Carpio es asignado a los GCL Mets de la Gulf Coast League

### 2017
El 30 de marzo de 2017, Carpio es asignado a Las Vegas 51s.
El 2 de abril de 2017, Luis Carpio es asignado a Columbia Fireflies de la South Atlantic League de la Clase A (Media).
El infielder Luis Carpio derrochó poder en la última semana de acción y se convirtió en el caraquista de la semana para el período comprendido entre el 10 y el 17 de abril de 2017.'

### 2018
El 3 de abril de 2018, Luis Carpio asignado a St. Lucie Mets de la  Florida State League de la Clase A Avanzada (Fuerte).
El 2 de septiembre de 2018, el 2B Luis Carpio es asignado a Binghamton Rumble Ponies de la Eastern League
de la Doble A.

### En laLVBP
El 14 de octubre de 2018. Luis Carpio es asignado a los Leones del caracas de la LVBP. Participó en un solo partido con los leones y fue ponchado.